# Juncus diffusus
Juncus diffusus là một loài thực vật có hoa trong họ Juncaceae. Loài này được Hoppe mô tả khoa học đầu tiên năm 1819.